# Eadred
Vous lisez un « bon article » labellisé en 2022.
Pour les articles homonymes, voir Eadred (homonymie).
Eadred ou Edred, né vers 923 et mort le 23 novembre 955, est roi des Anglais de 946 à sa mort.
Dernier fils du roi Édouard l'Ancien, Eadred succède à son frère aîné Edmond Ier, assassiné alors que ses fils sont encore jeunes. Il s'entoure des mêmes conseillers qu'Edmond, parmi lesquels leur mère Eadgifu, l'archevêque Oda de Cantorbéry et l'ealdorman Æthelstan d'Est-Anglie. Il compte également parmi ses proches les abbés Dunstan de Glastonbury et Æthelwold d'Abingdon et favorise leur programme de réforme monastique, même si ses actions montrent qu'il n'y adhère pas totalement.
Comme son frère aîné, Eadred hérite d'un royaume d'Angleterre unifié mais ne tarde pas à perdre le contrôle de la Northumbrie, qui choisit pour roi le Norvégien Éric à la Hache sanglante. La lutte pour le contrôle de cette région dure jusqu'à l'expulsion d'Éric, en 954, après quoi Eadred nomme Osulf de Bamburgh ealdorman de Northumbrie.
Eadred souffre vers la fin de sa vie d'une grave maladie. Il meurt âgé d'une trentaine d'années seulement, sans jamais s'être marié. Ses neveux Eadwig et Edgar, les fils d'Edmond, lui succèdent tour à tour sur le trône.

## Contexte

Carte de l'Angleterre sous le règne d'Eadred.

Au début du Xe siècle, l'Angleterre est partagée en deux : au nord et à l'est se trouve le Danelaw, une colonie de peuplement danoise née des invasions vikings du siècle précédent, tandis que le sud et l'ouest sont occupés par le royaume anglo-saxon du Wessex, qui a victorieusement résisté aux assauts vikings sous le règne d'Alfred le Grand (r. 871-899). Son fils et successeur Édouard l'Ancien (r. 899-924) conquiert la région des Cinq Bourgs et l'Est-Anglie.
Le fils aîné d'Édouard, Æthelstan (r. 924-939), parachève l'unification de l'Angleterre en s'emparant du royaume viking d'York en 927. Il reçoit également la soumission des autres souverains de Grande-Bretagne : le roi d'Écosse, le roi de Strathclyde, le seigneur de Bamburgh (une poche anglo-saxonne ayant subsisté au nord du Danelaw, dans l'ancien royaume de Northumbrie) et les roitelets du pays de Galles. Sa suprématie est contestée en 937 par le roi viking de Dublin Olaf Gothfrithson, qui s'allie avec Constantin d'Écosse et Owain de Strathclyde pour envahir l'Angleterre. Leurs armées coalisées sont vaincues par Æthelstan à la bataille de Brunanburh, victoire qui renforce la position dominante de la maison de Wessex en Grande-Bretagne. Æthelstan meurt en octobre 939 et son demi-frère cadet Edmond lui succède. Avant la fin de l'année, le roi viking de Dublin Olaf Gothfrithson traverse la mer d'Irlande et prend le contrôle d'York. Il envahit la Mercie et Edmond est contraint dans un premier temps de lui céder la région des Cinq Bourgs. Mais après la mort d'Olaf, en 941, Edmond est en mesure de reprendre le contrôle des Cinq Bourgs, puis d'York en 944.

## Biographie

### Origines
Eadred est le fils du roi Édouard l'Ancien et de sa dernière femme Eadgifu, fille de l'ealdorman du Kent Sigehelm. Il a un frère aîné, Edmond, et deux sœurs : Eadburh, qui devient religieuse au Nunnaminster de Winchester, et Ælfgifu, épouse d'un « Louis, prince d'Aquitaine » non identifié. Guillaume de Malmesbury indique qu'Edmond est âgé d'environ dix-huit ans lorsqu'il monte sur le trône, ce qui situe sa naissance en 920 ou 921. Comme Édouard l'Ancien est mort en 924, Eadred doit être né vers 923.
Édouard a eu quatorze enfants, dont cinq fils, avec trois femmes différentes. Son fils aîné, Æthelstan, est né vers 894, mais sa mère Ecgwynn semble être morte ou avoir été répudiée avant l'avènement d'Édouard, en 899. Ce dernier épouse Ælfflæd peu après et ils ont deux fils : Ælfweard, qui meurt quelques semaines après son père en 924, et Edwin, mort noyé en 933. Le dernier mariage d'Édouard, celui avec Eadgifu, semble avoir pris place vers 919.

### Sous les règnes d'Æthelstan et Edmond
Édouard meurt le 17 juillet 924. Eadred, qui est encore très jeune, grandit à la cour de son demi-frère aîné Æthelstan, qui accueille notamment deux exilés d'Europe continentale : le futur duc de Bretagne Alain Barbetorte et le futur roi des Francs Louis d'Outremer, qui est à peu près de l'âge d'Edmond. Guillaume de Malmesbury affirme qu'Æthelstan a une grande affection pour Edmond et Eadred,. Ils apparaissent tous les deux comme témoins d'une charte enregistrant une donation d'Æthelstan à leur sœur Eadburh en 939, avec le titre de regis frater, « frère du roi, ». C'est la seule apparition d'Eadred dans les chartes connues d'Æthelstan, qui meurt en octobre de la même année.
Edmond succède à Æthelstan sur le trône. Son bref règne (939-946) est marqué par un fort degré de coopération familiale, à en juger par la présence très régulière de sa mère Eadgifu et de son frère Eadred sur ses chartes. Un tiers d'entre elles est attesté par Eadgifu, ce qui inclut toutes les donations d'Edmond au clergé (établissements ou individus), tandis qu'Eadred est présent sur plus de la moitié. Il y est systématiquement appelé regis frater, à l'exception de deux chartes qui lui donnent le titre de cliton, « prince ». Sa mère apparaît avant lui jusqu'à la fin 943 ou le début 944, ce qui reflète peut-être son importance croissante dans les cercles du pouvoir. L'historienne Pauline Stafford souligne qu'aucun autre représentant mâle de la maison de Wessex ne bénéficie d'une telle importance avant son avènement,.

### Règne
Edmond est tué par un voleur nommé Leofa le 26 mai 946 à Pucklechurch, dans le Gloucestershire. Une charte rapporte qu'« Eadred, son frère utérin, [fut] choisi pour le remplacer par la noblesse, ». Il est sacré le 14 août 946 à Kingston upon Thames par l'archevêque Oda de Cantorbéry, lors d'une cérémonie à laquelle assistent le roi gallois Hywel Dda, l'archevêque Wulfstan d'York et Osulf, seigneur de Bamburgh en Northumbrie. L'année suivante, Wulfstan et la noblesse d'York prêtent serment de fidélité à Eadred à Tanshelf (près de l'actuelle ville de Pontefract), à la frontière entre la Northumbrie et la Mercie,,. La Chronique anglo-saxonne affirme qu'il soumet immédiatement la Northumbrie et que les Scots s'engagent à lui obéir,.

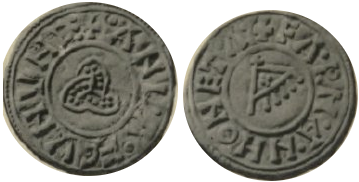
Une pièce d'Olaf Sihtricson.

La situation en Northumbrie à l'époque d'Eadred est difficile à reconstituer en raison des contradictions entre les différentes versions de la Chronique anglo-saxonne, ainsi qu'entre ces textes et les chartes. Eadred est décrit comme le souverain des Northumbriens dans des chartes de 946, 949-950 et 955. Cependant, deux souverains vikings tentent de s'imposer à York durant cette période : Olaf Sihtricson, le successeur d'Olaf Gothfrithson à Dublin, et le prince norvégien Éric à la Hache sanglante. Le premier a reçu le baptême en 943 avec Edmond comme parrain et ses monnaies suivent le modèle anglais, ce qui suggère qu'il reconnaît la suzeraineté de la maison de Wessex. Ce n'est pas le cas d'Éric, dont les pièces arborent un motif viking avec une épée,. Les élites laïques et religieuses d'York jouent un rôle important dans ces luttes de pouvoir ; l'archevêque Wulfstan fait tour à tour appel aux Vikings et aux Anglais et l'historien Marios Costambeys estime que son influence réelle dans la région est supérieure à celle d'Éric,. Osulf de Bamburgh apporte lui aussi son soutien à Eadred quand cela sert ses intérêts.

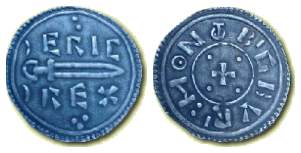
Une pièce d'Éric à la Hache sanglante.

La chronologie des événements est confuse, mais la plupart des historiens s'accordent à dire que les élites d'York ne tardent pas à revenir sur leurs promesses et choisissent Éric comme roi. Eadred réagit en menant une armée à Ripon, dont il détruit la cathédrale. Dans la mesure où c'est le cœur du plus riche domaine de Wulfstan, cette campagne vise clairement à punir l'archevêque d'York. La version D de la Chronique anglo-saxonne rapporte que les forces anglaises sont rattrapées par des troupes northumbriennes alors qu'elles retournent vers le sud et qu'un grand massacre a lieu à Castleford. Furieux, Eadred aurait envisagé de repartir vers le nord pour dévaster la région, sur quoi les magnats d'York se soumettent à son autorité,. Dès 950/951, voire 949, ils changent à nouveau de camp pour soutenir Olaf Sihtricson,. Eadred fait arrêter Wulfstan en 952 et Éric chasse Olaf la même année, mais il est à son tour expulsé en 954 par les élites d'York, qui font de nouveau appel à Eadred,. Éric est tué peu après, peut-être à l'instigation d'Osulf. Sa mort reflète, selon l'historien Frank Stenton, la fin de l'époque où un aventurier seul pouvait s'imposer en Angleterre et y fonder une dynastie.
Après sa libération, peut-être début 955, Wulfstan n'est apparemment pas autorisé à repartir dans le Nord. Il se voit confier à la place le siège épiscopal de Dorchester. Osulf est quant à lui nommé ealdorman de toute la Northumbrie. C'est la première fois qu'un individu détient ce titre et cela reflète la position de force dont Osulf bénéficie dans la région. Les rois d'Angleterre ne sont pas en mesure de nommer les hommes de leur choix dans le Nord avant le milieu du XIe siècle,. Une provision du testament d'Ealdred réserve 1 600 livres à la protection de ses sujets contre la famine ou pour acheter la paix dans l'éventualité où une armée païenne attaquerait l'Angleterre, ce qui montre qu'il ne juge pas son royaume à l'abri d'une nouvelle offensive viking,.

### Mort et succession

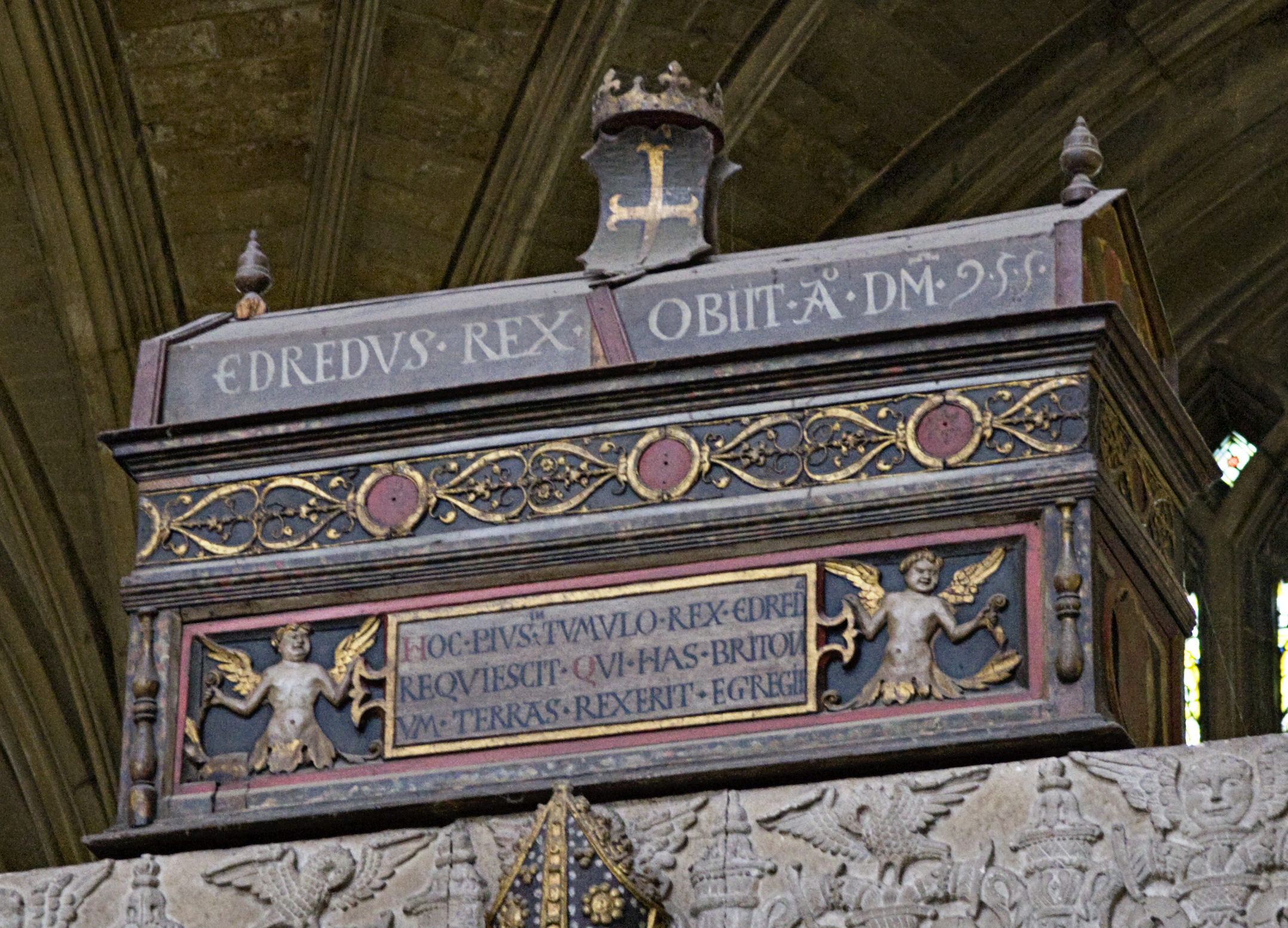
La châsse mortuaire au nom d'Eadred dans la cathédrale de Winchester.

Eadred souffre de problèmes de santé qui s'aggravent et finissent par causer sa mort. Le premier biographe de Dunstan a sans doute été présent à la cour en tant que membre de sa maisonnée ; il rapporte que le roi est si malade qu'il doit mâchonner sa nourriture pour en extraire le liquide puis recracher le reste, ce qui dégoûte ses thegns,. Il est décrit comme « handicapé des deux pieds » (« debilis pedibus ») par Hermann de Bury, un hagiographe du XIe siècle. Il est vraisemblable qu'Eadred délègue une partie de son autorité aux grands du royaume vers la fin de sa vie. Les réunions du witan se font plus rares et il ne nomme plus de nouveaux ealdormen. Il meurt le 23 novembre 955 à Frome, dans le Somerset, âgé d'une trentaine d'années à peine.
Le roi défunt est inhumé au Old Minster de Winchester. Ce lieu ne correspond probablement pas à ses dernières volontés : en effet, dans son testament, il commence par faire un legs à « la fondation où il souhaite que son corps repose » avant de faire un autre legs au Old Minster, ce qui implique qu'il s'agit de deux endroits distincts. C'est peut-être son neveu Eadwig et l'évêque de Winchester Ælfsige qui décident de l'enterrer là,. L'historienne Nicole Marafioti estime qu'il souhaitait peut-être reposer à l'abbaye de Glastonbury, mais que son corps est inhumé à Winchester sur l'ordre d'Eadwig afin qu'il ne puisse pas servir de symbole à ses adversaires politiques.
La cathédrale normande de Winchester, construite à partir du XIe siècle pour remplacer Old et New Minster, abrite six châsses mortuaires portant les noms de rois anglo-saxons, dont celui d'Eadred. En 1642, pendant la Première guerre civile anglaise, des soldats parlementaires vident ces châsses et les ossements qu'elles contiennent sont mélangés, si bien que la châsse au nom d'Eadred contient probablement désormais les restes de plusieurs individus différents.

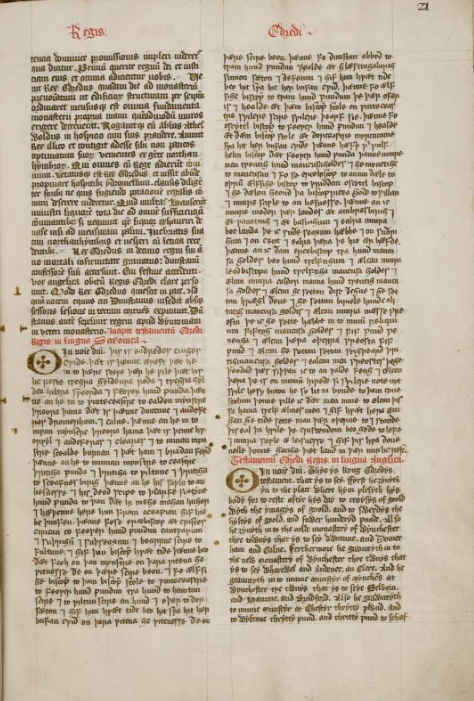
Le texte vieil-anglais du testament d'Eadred (BL Add MS 82931, f. 22r).

Avec Alfred le Grand, Eadred est le seul roi anglo-saxon dont le testament subsiste. Il est préservé dans le Liber Abbatiæ, un manuscrit réalisé au milieu du XVe siècle à l'abbaye de Hyde qui rassemble plusieurs chartes et testaments de la période anglo-saxonne. Le testament d'Eadred y figure en trois langues : en vieil anglais (f. 22r), en moyen anglais (f. 22r-22v) et en latin (f. 22v-23r),. Stenton le décrit comme une source cruciale pour l'étude de la composition de la cour à cette période. Il mentionne trois grands offices : les discthegns (« sénéchaux »), les hræglthegns (« chambellans ») et les byreles (« bouteillers »),. Le testament enregistre des legs d'objets précieux, de sommes d'argents et de manoirs avec les terres attenantes. Tous les manoirs nommés sont situés sur le territoire du Wessex proprement dit, ce qui reflète la concentration des propriétés du roi dans cette région, mais la reine-mère Eadgifu reçoit également des domaines dans le Sussex, le Surrey et le Kent qui ne sont pas énumérés. Eadwig ne figure pas parmi les bénéficiaires du testament de son oncle, ce qui pourrait expliquer pourquoi son exécution ne semble jamais avoir eu lieu,.

## Aspects du règne

### Le gouvernement
Les chartes des années 930 et 940 reflètent une certaine continuité de personnel à la cour sous les règnes d'Æthelstan, Edmond et Eadred. Les principaux conseillers d'Eadred sont les mêmes que ceux de son frère, voire de son demi-frère pour les plus anciens. L'archevêque Oda de Cantorbéry et l'ealdorman Æthelstan d'Est-Anglie sont des conseillers d'Æthelstan qui se sont élevés aux plus hautes places sous Edmond, au point qu'Æthelstan reçoit le sobriquet de « Demi-Roi » en référence à l'étendue de son pouvoir,,. L'abbé Dunstan de Glastonbury est l'un des amis les plus proches d'Eadred et il apparaît sur un grand nombre de ses chartes,. La reine-mère Eadgifu, mise à l'écart sous le règne de son beau-fils Æthelstan, retrouve une position prépondérante à la cour de ses fils Edmond et Eadred. Ælfgar, père d'Æthelflæd, la deuxième femme d'Edmond, exerce la charge d'ealdorman d'Essex de 946 à 951. Il offre à Eadred une épée décorée d'or et d'argent qu'Edmond lui avait offerte avant sa mort. Dans les listes de témoins, il apparaît toujours en dernière position parmi les ealdormen et pourrait avoir été subordonné à Æthelstan Demi-Roi. Deux thegns nommés Wulfric, l'un surnommé Cufing et l'autre frère de Dunstan, sont les bénéficiaires de dons considérables de la part d'Edmond et Eadred. Ils sont la preuve que la faveur royale peut transformer des membres de la petite noblesse en grands magnats du royaume.
Eadred est l'un des rares souverains de la période anglo-saxonne tardive dont aucun code de lois ne subsiste. Il est néanmoins possible que le Hundred Ordinance, texte régissant l'organisation des hundreds, date de son règne,. Au niveau local, les ealdormen rendent la justice en son nom. Le « grand massacre » qu'il ordonne à Thetford en punition du meurtre de l'abbé Eadhelm en 952 correspond à la punition habituelle d'un crime commis par une communauté,. Cyril Hart suggère qu'Eadhelm tentait peut-être de fonder un monastère à Thetford contre l'avis de la population locale. Ce massacre est un exemple des démonstrations de force brutale auxquelles peuvent se livrer les rois anglo-saxons.
L'Angleterre n'a pas de capitale fixe à l'époque anglo-saxonne et sa cour est une cour itinérante. Elle se déplace régulièrement entre les domaines appartenant au roi, qui sont concentrés dans le Wessex. Tous les déplacements connus d'Eadred se situent dans cette région, à l'exception de son passage à Tanshelf en 947,. Il n'existe pas non plus de trésorerie centralisée : à l'exception de ses reliques, qui l'accompagnent dans ses déplacements sous la garde des prêtres chargés de dire la messe pour lui, le roi confie ses biens et ses trésors à des personnes de confiance, parmi lesquelles Dunstan à Glastonbury ou l'évêque Wulfhelm à Wells. Sur son lit de mort, il demande à rassembler tous ses biens afin de pouvoir les redistribuer, mais il succombe avant que Dunstan ne le rejoigne avec sa part du trésor royal,,. Quelques indications témoignent de l'existence d'un cérémonial de cour : une charte émise à Pâques en 949 précise qu'Eadred est « exalté avec des couronnes royales,, ». Le roi apparaît ainsi comme une figure charismatique exceptionnelle, différente des autres hommes.

### Les chartes

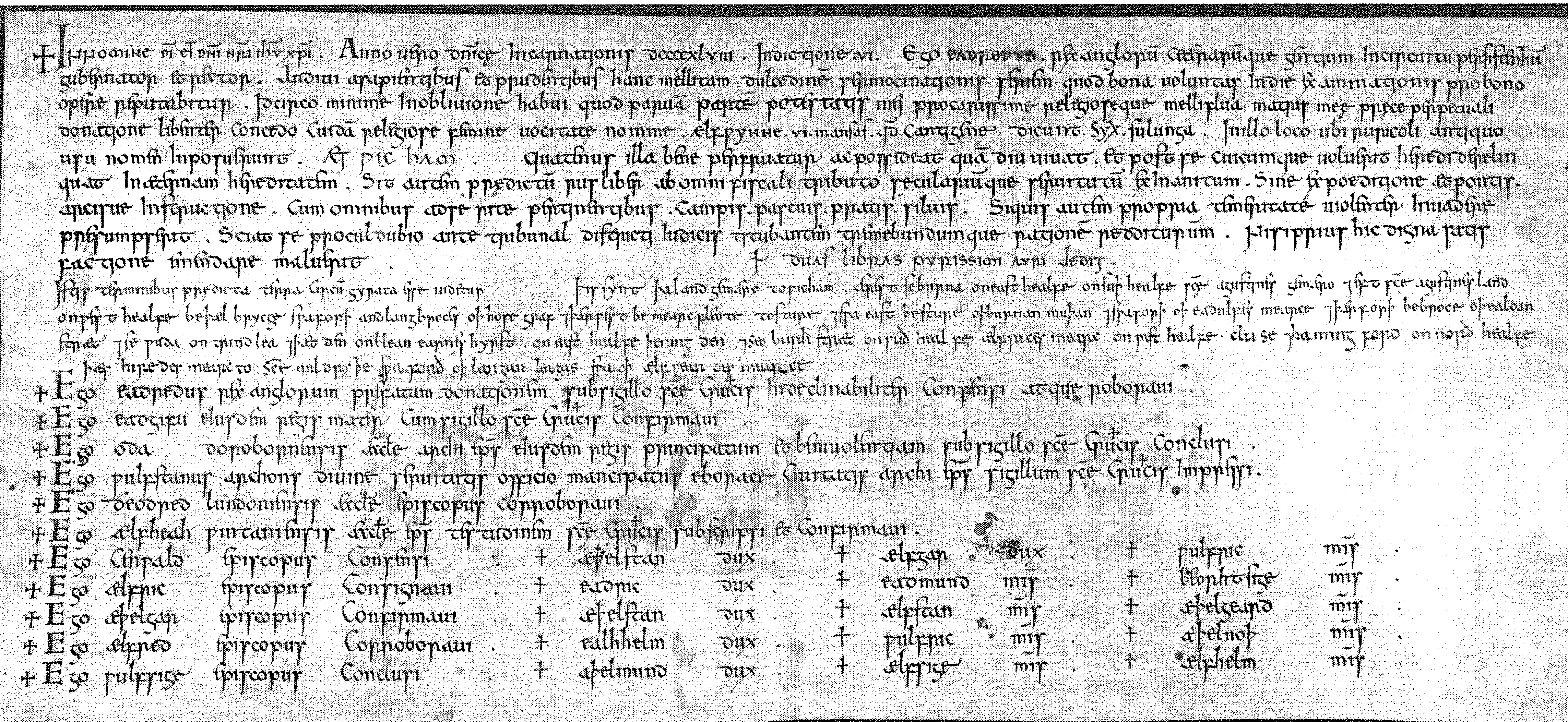
Cette charte datée de 948 enregistre une donation d'Eadred à une religieuse nommée Eadgifu.

Le demi-siècle entre 925 et 975 est considéré par les historiens modernes comme l'âge d'or des chartes royales anglo-saxonnes. C'est durant cette période qu'elles constituent le vecteur principal du gouvernement et le moyen le plus efficace pour les rois de communiquer avec le reste du pays. Ils s'en servent également pour projeter une image de puissance,. À partir des dernières années du règne d'Æthelstan, les chartes royales sont produites par l'administration royale et leurs auteurs emploient un style conventionnel qui disparaît presque complètement dans la première moitié des années 950. Cette disparition coïncide avec la chute du nombre de chartes connues, qui tombe à zéro pour les années 952-954,. Il est possible que la mauvaise santé du roi à la fin de sa vie l'ait incité à déléguer à d'autres la production des chartes.
Une autre catégorie de chartes se distingue par l'utilisation d'un vocabulaire inhabituel et de nombreuses allitérations, d'où leur surnom de « chartes allitératives ». Elles témoignent de l'influence de la prose d'Aldhelm, évêque du VIIe siècle, et sont l'œuvre d'un scribe particulièrement érudit qui appartient de manière presque certaine à l'entourage de l'évêque de Worcester Koenwald ; il pourrait même s'agir de l'évêque lui-même. On connaît sept chartes allitératives datant des années 949-951, soit la moitié de toutes les chartes connues de cette période, et deux autres datées de 955,.
Une troisième catégorie, celle des chartes de « Dunstan B », se situe à l'opposé des chartes allitératives : leur style est simple et sans ambages et elles se dispensent d'inclure l'invocation et l'exorde habituels. Leur production s'étend de 951 à 986 et six remontent au règne d'Eadred. Datées de 953 et 955, elles concernent des domaines dans le sud et l'ouest de l'Angleterre,. Plusieurs indices suggèrent qu'elles sont étroitement liées à Dunstan et à l'abbaye de Glastonbury. Une charte de 949, qui anticipe par certains aspects celles de « Dunstan B », se présente comme écrite par Dunstan « de ses propres doigts, ». La seule de ces chartes qui subsiste sous sa forme d'origine (S 563) est écrite d'une main très similaire aux commentaires figurant dans une copie des homélies sur l'Apocalypse de Césaire d'Arles réalisée sur l'ordre de Dunstan, ce qui suggère qu'elle est aussi l'œuvre d'un scribe de Glastonbury,,,. Eadred ne figure comme témoin sur aucune de ces six chartes qui datent toutes de la fin de son règne, peut-être parce qu'il était trop malade à ce moment-là pour exercer ses fonctions. Il pourrait avoir autorisé Dunstan à dresser ces documents en son nom,.
La titulature d'Eadred n'est pas constante sur ses chartes. Les scribes des chartes conventionnelles des années 940 l'appellent « roi des Anglais » (« rex Anglorum »), tandis que Dunstan B l'appelle « roi d'Albion » (« rex Albionis ») au début des années 950. Les chartes allitératives tendent quant à elles à énumérer les peuples sur lesquels s'étend l'autorité d'Eadred en l'appelant « roi des Anglo-Saxons (ou des Anglais), des Northumbriens, des païens et des Bretons, ». Seule une charte de 955, autrement dit après la conquête définitive d'York, l'appelle « roi des Anglo-Saxons et de toute la Bretagne ».

### La monnaie

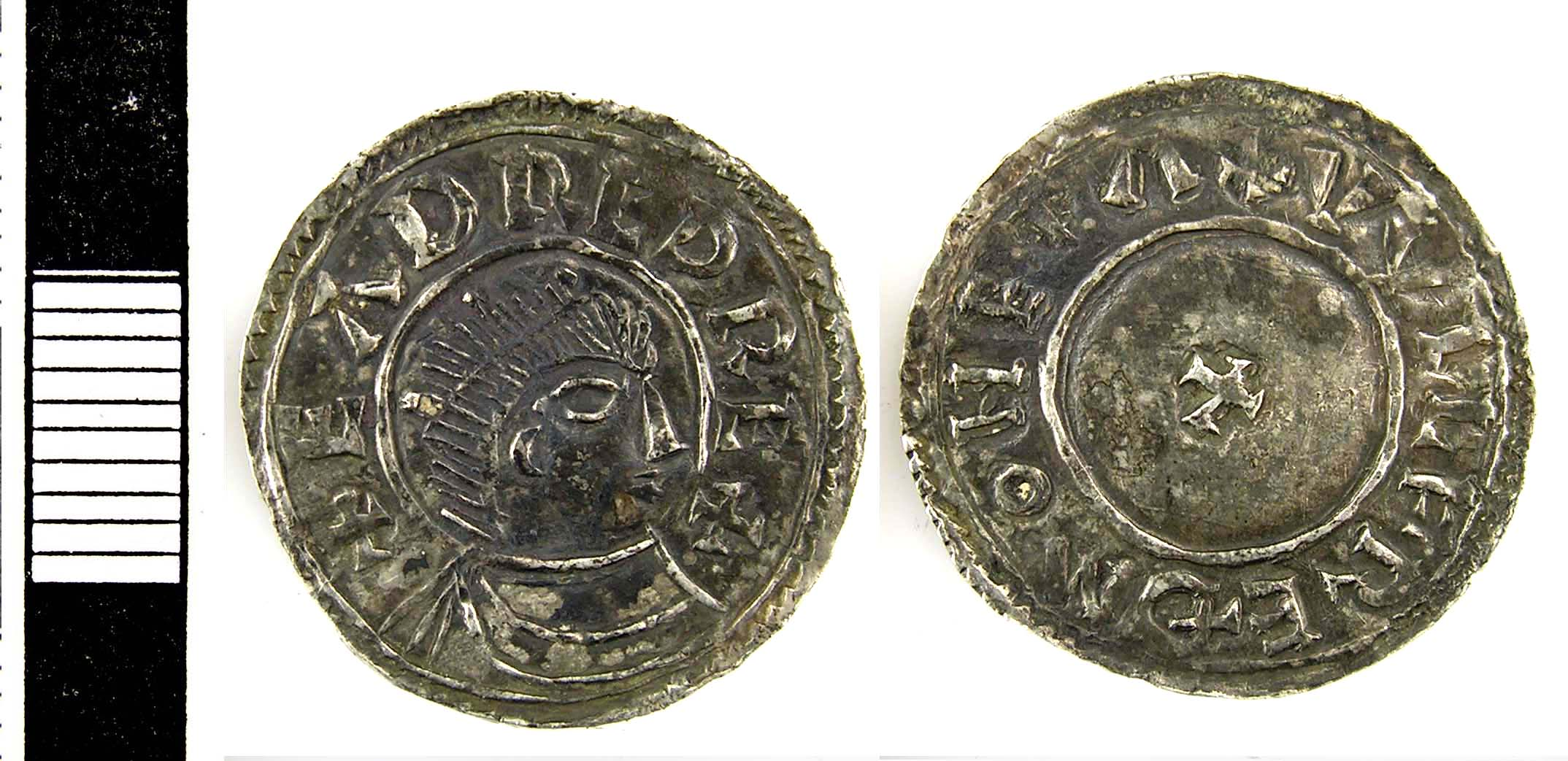
Une pièce d'Eadred de type BC.

À l'époque d'Eadred, la seule pièce de monnaie utilisée de manière courante en Angleterre est le penny en argent. Quelques demi-pennies datant de son règne ont été découverts, dont un découpé en deux pour servir de farthing. Le poids du penny anglais, 24 grains sous le règne d'Édouard l'Ancien, diminue progressivement jusqu'à la réforme monétaire mise en place par Edgar. Sous Eadred, cette diminution est d'environ 3 grains. À quelques exceptions près, la teneur en argent de ces pièces reste stable et s'élève entre 85 et 90 %.
Un type courant du règne d'Eadred est le « buste couronné » (bust crowned ou BC), qui comme son nom l'indique présente un portrait du roi à l'avers. La plupart des pièces de ce type s'inspirent d'un modèle qui remonte au règne d'Æthelstan, mais la qualité du dessin est bien plus médiocre. Les monnayeurs ayant produit des pièces BC sont pour certains des vétérans du règne d'Edmond, mais on en connaît plus de trente dont l'activité débute sous celui d'Eadred. Parmi ces nouveaux venus, près de vingt ne sont connus que par une seule pièce de monnaie, ce qui laisse à penser que la liste de monnayeurs ayant produit des pièces BC est encore incomplète.
Le type « horizontal » (H), sur lequel le nom du monnayeur est écrit horizontalement au revers, est plus courant que le type BC. On connaît plus de quatre-vingts individus ayant frappé des pièces de ce type sous le règne d'Eadred, la plupart à travers un seul spécimen. Au sein de ce type, deux variantes sont particulièrement dominantes : HT1, dans le sud et l'est, se caractérise par la présence d'un trilobe en haut et en bas du revers, tandis que HR1, plus attestée dans le nord des Midlands, présente des rosettes à la place des trilobes. On connaît une soixantaine de monnayeurs ayant produit des pièces de type HR1, ce qui en fait le mieux attesté du règne d'Eadred.
La ville d'où proviennent les pièces est parfois indiquée sur les types BC et plus rarement sur les types H. Quelques pièces de type HR indiquent qu'elles viennent de Derby et de Chester, tandis qu'une pièce HT1 porte le nom d'Oxford et une autre, celui de Cantorbéry.
La situation en Northumbrie et dans le nord-est est diamétralement opposée au reste de l'Angleterre, avec un nombre de monnayeurs réduit qui produisent un grand nombre de pièces. À York, le monnayeur le plus prolifique du règne d'Eadred est Ingelgar, qui frappe des pièces de grande qualité en son nom, mais aussi pour Olaf Sihtricson et Éric à la Hache sanglante. Il cesse toute activité vers la fin du règne d'Eadred et un certain Heriger le remplace. Un autre monnayeur prolifique est Hunred, qui travaille peut-être depuis Derby lorsque York est aux mains des Vikings.

### La religion et la culture

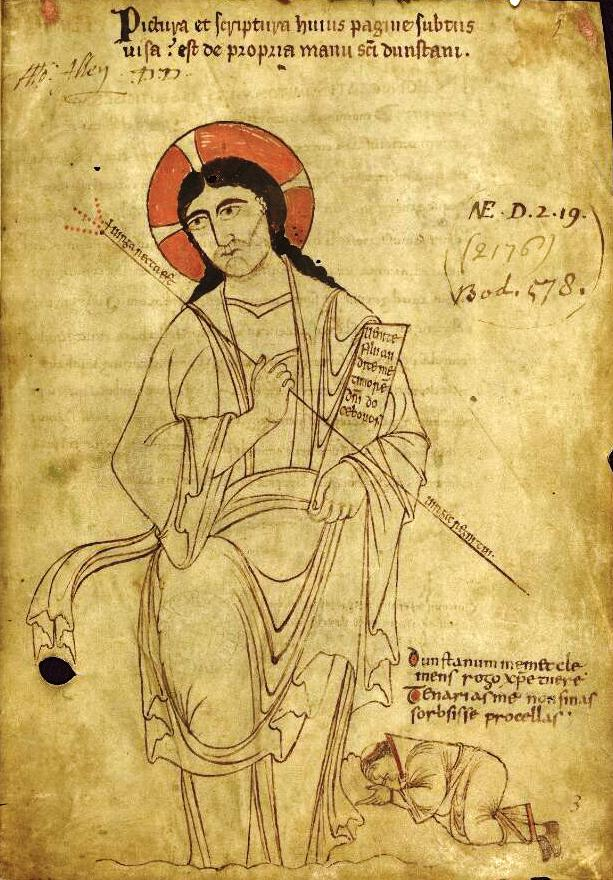
Ce portrait de Dunstan prostré aux pieds du Christ pourrait être un autoportrait.

Le grand mouvement religieux anglais du Xe siècle, la réforme bénédictine, atteint son apogée sous le règne d'Edgar, mais il bénéficie du soutien d'Eadred à ses débuts,. Lorsqu'il arrive au pouvoir, deux des principaux réformateurs sont basés à l'abbaye de Glastonbury : Dunstan en a été nommé l'abbé par Edmond et Æthelwold l'y a rejoint. L'archevêque Oda y est également favorable, de même que plusieurs membres laïcs de la cour, comme Æthelstan Demi-Roi et Eadgifu,,. La reine-mère est particulièrement proche de Dunstan, dont le premier biographe rapporte l'anecdote suivante : Eadred veut offrir le siège épiscopal vacant de Crediton à Dunstan, mais celui-ci refuse. Le roi demande alors à sa mère d'inviter l'abbé à dîner pour le convaincre d'accepter, mais les efforts d'Eadgifu restent vains,.
Æthelwold demande à Eadred l'autorisation de quitter le pays pour étudier la Bible et la vie monastique à l'étranger. Il envisage vraisemblablement de se rendre dans une abbaye réformée du continent, comme l'abbaye de Fleury, l'un des principaux centres de la réforme, peut-être parce qu'il juge la discipline trop relâchée à Glastonbury,,. Le roi refuse de laisser partir Æthelwold, sa mère lui ayant recommandé de garder auprès de lui un homme aussi sage, et il le nomme à la place à la tête de l'abbaye d'Abingdon, qui est alors occupée par des prêtres séculiers. Il procède à une réforme énergique qui fait d'Abingdon l'un des principaux centres bénédictins d'Angleterre, avec le soutien d'Eadred et Eadgifu qui effectuent d'importants dons de terres à l'abbaye,,. Le roi se rend à Abingdon pour superviser les chantiers de construction et procède en personne aux mesures de l'édification d'une enceinte, après quoi un grand banquet prend place. Il meurt avant le début des travaux et ce n'est que sous le règne d'Edgar que les nouveaux bâtiments sont construits,,.
Le culte des saints et de leurs reliques occupe une place importante dans l'esprit des réformateurs. Après la destruction de la cathédrale de Ripon pendant l'invasion de la Northumbrie par Eadred, les reliques de Wilfrid et le manuscrit de la Vita sancti Wilfrithi qui y étaient conservés sont rapportés à Cantorbéry sur ordre de l'archevêque Oda. Un érudit franc de l'entourage d'Oda, Frithegod, s'appuie sur la Vita pour rédiger une hagiographie en vers de Wilfrid, Breuiloquium vitae Wilfridi. La préface de ce texte, au nom d'Oda (mais sans doute préparée par Frithegod), justifie le vol des reliques de Wilfrid en accusant Ripon de les avoir négligées,. Le vol des reliques de Wilfrid, un évêque northumbrien farouchement indépendant de son vivant, prive par ailleurs les éventuels adversaires de la maison de Wessex dans le Nord d'un symbole de ralliement. Eadred est de son côté un grand collectionneur de reliques, comme les autres rois de sa dynastie, car ces objets sont à la fois des preuves de leur piété et des moyens d'accroître leur prestige. Son testament prévoit des legs aux chapelains chargés de s'occuper de ses reliques.
Æthelwold et son entourage considèrent le monachisme bénédictin comme la seule vie acceptable pour un serviteur de l'Église. Cette opinion devient prépondérante sous le règne d'Edgar, mais elle n'est pas partagée par ses prédécesseurs, parmi lesquels Eadred. Celui-ci nomme ainsi en 951 Ælfsige, un homme marié qui a un fils, au poste d'évêque de Winchester. Ælfsige n'est pas un réformateur et sa réputation posthume est celle d'un adversaire de la réforme. Le règne d'Eadred voit également se poursuivre la baisse de la proportion de bénéficiaires ecclésiastiques des chartes : ils étaient plus de deux tiers sous Æthelstan, puis un tiers seulement sous Edmond, et un quart à peine sous Eadred et Eadwig.
En 953, Eadred fait don de terres à sa mère dans le Sussex. Eadgifu est décrite dans la charte qui enregistre cette donation (S 562) comme « famula Dei », ce qui semble indiquer qu'elle a décidé de suivre une vie religieuse sans abandonner ses biens matériels et sans entrer dans un monastère,. La pratique consistant à accorder des terres à des femmes de la noblesse qui n'appartiennent à aucune communauté de religieuses est bien attestée dans la première moitié du Xe siècle, avec deux exemples sous Æthelstan, sept sous Edmond et quatre sous Eadred, mais elle prend fin subitement : un seul exemple est attesté après la mort d'Eadred. La signification exacte de ces donations est floue, mais elles sont sans doute conçues pour permettre aux femmes de la noblesse d'embrasser une vocation religieuse de la manière qui leur convient le mieux, sans avoir besoin de fonder un couvent ou de vivre recluses chez elles,.

## Postérité

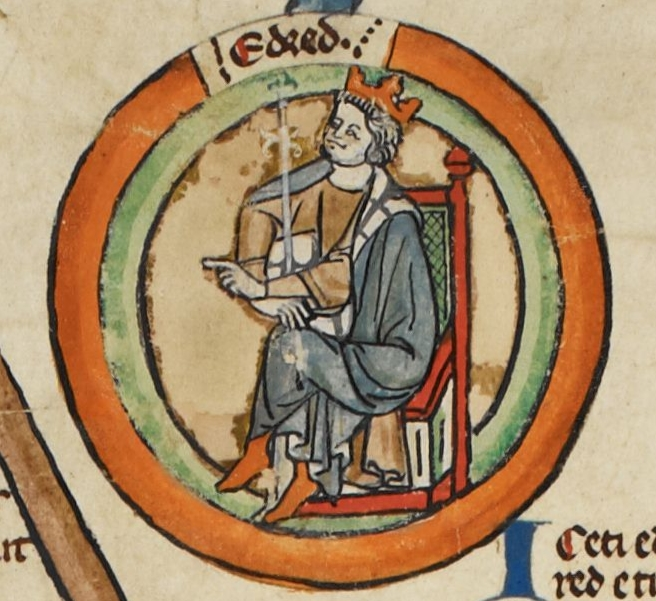
Eadred dans un manuscrit généalogique du début du XIVe siècle (MS Royal MS 14 B, British Library).

Le bref règne d'Eadred (un peu plus de neuf ans) est principalement marqué par la politique intérieure et la lutte pour le contrôle du Nord de l'Angleterre. Les affaires étrangères passent au second plan : contrairement à ses deux prédécesseurs, il ne s'investit pas dans les affaires du royaume de Francie occidentale. Il envoie cependant des ambassadeurs à la cour du roi de Germanie Otton Ier en 949,.
Bien que la conquête finale de la Northumbrie prenne place sous Eadred, ses contemporains n'en ont sans doute pas conscience et les historiens modernes ne s'accordent pas sur le rôle joué par le roi dans ces événements ou dans le gouvernement de l'Angleterre en général. Pour Ben Snook, Eadred n'exerce jamais de réelle autorité et s'appuie sur un petite coterie qui gouverne le pays en son nom. Cyril Hart estime qu'Eadgifu et Æthelstan Demi-Roi sont les véritables moteurs de la politique anglaise sous le règne d'Edmond et qu'ils conservent ce rôle sous celui d'Eadred. En revanche, Ann Williams considère qu'Eadred est un monarque énergique et compétent que la maladie a empêché de donner sa pleine mesure.
Il est impossible de déterminer la nature des relations entre Eadred et ses neveux Eadwig et Edgar. Les deux apparaissent avec le titre de cliton ou ætheling (« prince ») sur certaines chartes, mais il est réservé à Eadwig sur d'autres, Edgar y étant simplement décrit comme son frère. En arrivant au pouvoir, Eadwig déshérite sa grand-mère Eadgifu et exile Dunstan. Il s'efforce apparemment de se libérer des puissants conseillers de son père et de son oncle, mais c'est en vain et il se voit contraint de partager le royaume avec son frère, qui obtient la Mercie. À la mort d'Eadwig en 959, après seulement quatre années de règne, Edgar devient seul roi des Anglais.

### Sources primaires
- (en) Nicholas Brooks (éd.) et Susan Kelly (éd.), Charters of Christ Church Canterbury : Part 2, Oxford, Oxford University Press, 2013 (ISBN 978-0-19-726536-9).
- (en) Michael Lapidge (éd.) (trad. du latin), Byrhtferth of Ramsey : The Lives of St Oswald and St Ecgwine, Oxford, Clarendon Press, 2009, 363 p. (ISBN 978-0-19-955078-4, lire en ligne).
- (en) Michael Lapidge (éd.) et Michael Winterbottom (éd.), Wulfstan of Winchester : The Life of St Æthelwold, Oxford, Clarendon Press, 1991 (ISBN 978-0-19-822266-8).
- (en) Tom Licence (éd.) (trad. du latin), Herman the Archdeacon and Goscelin of Saint-Bertin : Miracles of St Edmund, Oxford, Clarendon Press, 2014, 402 p. (ISBN 978-0-19-968919-4 et 0-19-968919-9, lire en ligne).
- (en) Sean Miller (éd.), Charters of the New Minster, Winchester, Oxford, Oxford University Press, 2001, 330 p. (ISBN 978-0-19-726223-8).
- (en) Roger A. B. Mynors (éd.), Rodney M. Thomson (éd.) et Michael Winterbottom (éd.), William of Malmesbury : Gesta Regum Anglorum, The History of the English Kings, Oxford, Clarendon Press, 1998 (ISBN 978-0-19-820678-1).
- (en) Michael Swanton (trad.), The Anglo-Saxon Chronicle, Routledge, 1996, 412 p. (ISBN 0-415-92129-5, lire en ligne).
- (en) Dorothy Whitelock (éd.), English Historical Documents v.1. c. 500–1042, Eyre & Spottiswoode, 1979 (1re éd. 1955), 1053 p. (ISBN 978-0-415-14366-0, lire en ligne).
- (en) Michael Winterbottom (éd.) et Michael Lapidge (éd.), The Early Lives of St Dunstan, Oxford, Oxford University Press, 2011, 210 p. (ISBN 978-0-19-960504-0).

### Sources secondaires
- (en) Frederick Biggs, « Edgar's Path to the Throne », dans Donald Scragg, Edgar King of the English: New Interpretations, Boydell, 2008 (ISBN 978-1-84383-399-4).
- (en) John Blair, The Church in Anglo-Saxon Society, Oxford, Oxford University Press, 2005, 604 p. (ISBN 978-0-19-921117-3).
- (en) Christopher Blunt, Ian Stewart et Stewart Lyon, Coinage in Tenth-Century England : From Edward the Elder to Edgar's Reform, Oxford, Oxford University Press, 1989 (ISBN 978-0-19-726060-9).
- (en) Nicholas Brooks, The Early History of the Church of Canterbury : Christ Church from 597 to 1066, Leicester University Press, 1984, 402 p. (ISBN 0-7185-0041-5).
- (en) Nicholas Brooks, « The Career of St Dunstan : His Life, Times and Cult », dans Nigel Ramsay, Margaret Sparks & Tim Tatton-Brown (éd.), St Dunstan, Woodbridge, The Boydell Press, 1992 (ISBN 978-0-85115-301-8).
- (en) Pierre Chaplais, « The Anglo-Saxon Chancery: From the Diploma to the Writ », dans Felicity Ranger (éd.), Prisca Munimenta: Studies in Archival & Administrative History Presented to Dr A. E. J. Hollaender, Londres, University of London Press, 1973 (ISBN 978-0-340-17398-5).
- (en) Marios Costambeys, « Erik Bloodaxe [Eiríkr Blóðöx, Eiríkr Haraldsson] (d. 954) », dans Oxford Dictionary of National Biography, Oxford University Press, 2004 (lire en ligne ).
- (en) Catherine Cubitt et Mario Costambeys, « Oda (d. 958), archbishop of Canterbury », dans Oxford Dictionary of National Biography, Oxford University Press, 2004 (lire en ligne ).
- (en) C. R. Dodwell, Anglo-Saxon Art, A New Perspective, Manchester, Manchester University Press, 1982 (ISBN 0-7190-0926-X).
- (en) Clare Downham, « The Chronology of the Last Scandinavian Kings of York, AD 937-954 », Northern History, vol. 40, no 1,‎ 2003 (DOI 10.1179/007817203792207979).
- (en) Clare Downham, Viking Kings of Britain and Ireland : The Dynasty of Ívarr to A.D. 1014, Édimbourg, Dunedin Academic Press, 2007, 338 p. (ISBN 978-1-903765-89-0).
- (en) David Dumville, « Learning and the Church in the England of King Edmund I, 939-946 », dans Wessex and England from Alfred to Edgar, Woodbridge, 1992 (ISBN 0851153089).
- (en) Sarah Foot, Veiled Women I : The Disappearance of Nuns from Anglo-Saxon England, Aldershot, Aldgate, 2000 (ISBN 978-0-7546-0043-5).
- (en) Sarah Foot, Æthelstan : The First King of England, New Haven, Yale University Press, 2011, 283 p. (ISBN 978-0-300-12535-1, lire en ligne).
- (en) Philip Grierson et Mark Blackburn, Medieval European Coinage 1 : The Early Middle Ages (5th-10th centuries), Cambridge University Press, 1986, 700 p. (ISBN 0-521-26009-4).
- (en) Cyril Hart, The Danelaw, Londres, Hambledon Press, 1992, 728 p. (ISBN 978-1-85285-044-9).
- (en) Cyril Hart, « Wulfstan (d. 955/6) », dans Oxford Dictionary of National Biography, Oxford University Press, 2004 (lire en ligne ).
- (en) David Hill, An Atlas of Anglo-Saxon England, Oxford, Basil Blackwell, 1981, 180 p. (ISBN 978-0-631-13684-2).
- (en) Richard Huscroft, Making England 796-1042, Abingdon, Routledge, 2019, 322 p. (ISBN 978-1-138-18246-2).
- (en) Simon Keynes, « The 'Dunstan B' Charters », Anglo-Saxon England, vol. 23,‎ 1994 (DOI 10.1017/S026367510000452X).
- (en) Simon Keynes, « The Vikings in England, c. 790-1016 », dans Peter Sawyer (éd.), The Oxford Illustrated History of the Vikings, Oxford, Oxford University Press, 1997 (ISBN 978-0-19-820526-5).
- (en) Simon Keynes, « England, c. 900–1016 », dans Timothy Reuter, The New Cambridge Medieval History, vol. III, Cambridge University Press, 1999 (ISBN 0-521-36447-7).
- (en) Simon Keynes, « Edgar, rex admirabilis », dans Donald Scragg, Edgar King of the English: New Interpretations, Boydell, 2008 (ISBN 978-1-84383-399-4).
- (en) Simon Keynes, « Church Councils, Royal Assemblies, and Anglo-Saxon Royal Diplomas », dans Gale R. Owen-Crocker et Brian W. Schneider, Kingship, Legislation and Power in Anglo-Saxon England, Woodbridge, The Boydell Press, 2013 (ISBN 978-1-84383-877-7).
- (en) Simon Keynes, « Koenwald », dans Michael Lapidge, John Blair, Simon Keynes et Donald Scragg (éd.), The Wiley Blackwell Encyclopedia of Anglo-Saxon England, Wiley Blackwell, 2014, 2e éd. (ISBN 978-0-470-65632-7).
- (en) John Maddicott, The Origins of the English Parliament, 924–1327, Oxford, Oxford University Press, 2010, 526 p. (ISBN 978-0-19-958550-2, lire en ligne).
- (en) Nicole Marafioti, The King's Body : Burial and Succession in Late Anglo-Saxon England, Toronto, University of Toronto Press, 2014, 297 p. (ISBN 978-1-4426-4758-9, lire en ligne).
- (en) Sean Miller, « Eadred », dans Michael Lapidge, John Blair, Simon Keynes et Donald Scragg (éd.), The Wiley Blackwell Encyclopedia of Anglo-Saxon England, Wiley Blackwell, 2014, 2e éd. (ISBN 978-0-470-65632-7).
- (en) George Molyneaux, The Formation of the English Kingdom in the Tenth Century, Oxford, Oxford University Press, 2015, 319 p. (ISBN 978-0-19-871791-1, lire en ligne).
- (en) Rory Naismith, « Prelude to Reform : Tenth-Century English Coinage in Perspective », dans Rory Naismith, Martin Allen et Elina Screen (éd.), Early Medieval Monetary History : Studies in Memory of Mark Blackburn, Abingdon, Routledge, 2014 (ISBN 978-0-367-59999-7), p. 39-83.
- (en) Levi Roach, Kingship and Consent in Anglo-Saxon England, 871–978, Cambridge, Cambridge University Press, 2013, 317 p. (ISBN 978-1-107-03653-6, lire en ligne).
- (en) David Rollason, « Relic-cults as an instrument of royal policy c. 900—c. 1050 », Anglo-Saxon England, vol. 15,‎ 1986 (DOI 10.1017/S0263675100003707).
- (en) David Rollason, Saints and Relics in Anglo-Saxon England, Oxford, Basil Blackwell, 1989, 245 p. (ISBN 978-0-631-16506-4).
- (en) Ben Snook, The Anglo-Saxon Chancery : The History, Language and Production of Anglo-Saxon Charters from Alfred to Edgar, Woodbridge, Boydell Press, 2015, 254 p. (ISBN 978-1-78327-006-4, lire en ligne).
- (en) Pauline Stafford, « The King's Wife in Wessex 800–1066 », Past and Present, vol. 91,‎ 1981 (DOI 10.1093/past/91.1.3).
- (en) Pauline Stafford, Unification and Conquest : A Political and Social History of England in the Tenth and Eleventh Centuries, Londres, Edward Arnold, 1989, 232 p. (ISBN 978-0-7131-6532-6).
- (en) Pauline Stafford, « Eadgifu (b. in or before 904, d. in or after 966) », dans Oxford Dictionary of National Biography, Oxford University Press, 2004 (lire en ligne ).
- (en) Frank M. Stenton, Anglo-Saxon England, Oxford University Press, 1971, 3e éd. (ISBN 0-19-280139-2).
- (en) Alan Thacker, « Æthelwold and Abingdon », dans Barbara Yorke (éd.), Bishop Æthelwold: His Career and Influence, Woodbridge, Boydell Press, 1988 (ISBN 978-0-85115-705-4).
- (en) Alan Thacker, « Cults at Canterbury : Relics and Reform under Dunstan and his Successors », dans Nigel Ramsay, Margaret Sparks & Tim Tatton-Brown (éd.), St Dunstan : His Life, Times and Cult, Woodbridge, The Boydell Press, 1992 (ISBN 978-0-85115-301-8).
- (en) Alaric Trousdale, Rex Augustissimus : Reassessing the Reign of King Edmund of England, 939-46, Université d'Édimbourg, 2007 (OCLC 646764020, présentation en ligne).
- (en) Ann Williams, Alfred P. Smyth et D. P. Kirby, A Biographical Dictionary of Dark Age Britain : England, Scotland, and Wales, C. 500-c. 1050, Seaby, 1991, 304 p. (ISBN 978-1-85264-047-7, lire en ligne).
- (en) Ann Williams, Kingship and Government in Pre-Conquest England, c. 500-1066, Basingstoke, Macmillan Press, 1999 (ISBN 978-0-312-22090-7).
- (en) Ann Williams, « Edmund I (920/21–946) », dans Oxford Dictionary of National Biography, Oxford University Press, 2004a (lire en ligne ).
- (en) Ann Williams, « Eadred (d. 955) », dans Oxford Dictionary of National Biography, Oxford University Press, 2004b (lire en ligne ).
- (en) Ann Williams, « Introduction », dans Gale R. Owen-Crocker et Brian W. Schneider, Kingship, Legislation and Power in Anglo-Saxon England, Woodbridge, The Boydell Press, 2013 (ISBN 978-1-84383-877-7).
- (en) Michael Wood, « A Carolingian Scholar in the Court of King Æthelstan », dans David Rollason, Conrad Leyser et Hannah Williams, England and the Continent in the Tenth Century: Studies in Honour of Wilhelm Levison (1876–1947), Brepols, 2010 (ISBN 978-2-503-53208-0).
- (en) Alex Woolf, From Pictland to Alba : 789–1070, Édimbourg, Edinburgh University Press, 2007, 384 p. (ISBN 978-0-7486-1233-8 et 0-7486-1233-5).
- (en) Barbara Yorke, Wessex in the Early Middle Ages, Leicester University Press, 1995, 394 p. (ISBN 0-7185-1856-X).
- (en) Barbara Yorke, « Æthelwold [St Æthelwold, Ethelwold] (904x9–984) », dans Oxford Dictionary of National Biography, Oxford University Press, 2004 (lire en ligne ).
- (en) Barbara Yorke, « Royal Burial in Winchester : Context and Significance », dans Ryan Lavelle, Simon Roffey et Katherine Weikert (éd.), Early Medieval Winchester : Communities, Authority and Power in an Urban Space, c.800-c.1200, Oxford, Oxbox Books, 2021 (ISBN 978-1-78925-623-9).